# Норвегия на «Евровидении-1983»
Норвегия принимала участие в двадцать восьмом выпуске телевизионного конкурса Евровидение-1983, который состоялся 23 апреля в Мюнхене, ФРГ. Страну представлял певец Ян Тейген с песней Do Re Mi, написанной им в соавторстве с Анитой Скурган и Херодсем Фальском. Тейген ранее уже принимал участие на Евровидение дважды: в 1978 году с песней Mil etter mil и в 1982 году с песней Adieu, исполненной дуэтом с Анитой Скурган. По итогам голосования он занял девятое место из 20, набрав 53 балла, что стало для него лучшим результатом из трёх совокупных попыток. Тем не менее, Do Re Mi стала предшественницей норвежской заявки на Евровидение-1984 Lenge leve livet в исполнении группы Dollie de Luxe. Конкурс был показан NRK на канале NRK 1 с комментариями Ивара Дирхауга. Глашатаем от Норвегии был Эрик Дисен.

## До «Евровидения»

### Melodi Grand Prix 1983
Начиная с 1960 года норвежская телекомпания Norsk rikskringkasting (NRK) отвечает за организацию отбора заявки на Евровидение и последующую трансляцию конкурса. Все заявки отбираются путём организации традиционного национального финала под названием Melodi Grand Prix. Очередной выпуск состоялся 25 февраля 1983 года в телестудии NRK в Осло. Ведущим был Ивар Дирхауг. Десять песен прозвучало во время отбора, а победитель определялся путём голосования жюри из 12 городов Норвегии. Среди конкурсантов был двукратный представитель Норвегии на Евровидении Ян Тейген (1978, 1982).
| Порядковый номер | Исполнитель                      | Название песни        | Очки | Место |
| ---------------- | -------------------------------- | --------------------- | ---- | ----- |
| 1                | Кетил Стоккан                    | Samme charmeur        | 107  | 2     |
| 2                | Анита Хегерлан                   | Nå er jeg alene       | 57   | 7     |
| 3                | Элизабет Берг                    | Music                 | 20   | 10    |
| 4                | Нисса Нибергет                   | Du ber meg om evighet | 70   | 5     |
| 5                | Кэти Райн                        | Lengsel               | 59   | 6     |
| 6                | Олаф Стедье                      | Melodi                | 83   | 4     |
| 7                | Ян Тейген                        | Do Re Mi              | 120  | 1     |
| 8                | Ингер Лизе Рипдаль и Фредди Берг | Elegi                 | 37   | 9     |
| 9                | Сьюзан Фюр                       | Det fineste jeg vet   | 45   | 8     |
| 10               | Dizzie Tunes                     | Gjennom ild og vann   | 98   | 3     |

## На «Евровидении»
В Мюнхене Тейган выступал под номером 2, между Францией и Великобританией. По итогам голосования он занял девятое место из 20, набрав 53 балла, разделив данную позицию с Австрией, что стало для него лучшим результатом из трёх совокупных попыток. Также это было первое попадание Норвегии в десятку лучших с 1973 года. 12 очков норвежское жюри присудило Швеции. Сигурд Янсен был дирижёром оркестра во время исполнения норвежской заявки.

### Голосование
| Очки      | Страна                |
| --------- | --------------------- |
| 12 баллов |                       |
| 10 баллов |                       |
| 8 баллов  | - Дания - Нидерланды  |
| 7 баллов  | - Бельгия             |
| 6 баллов  | - Португалия - Турция |
| 5 баллов  | - Великобритания      |
| 4 балла   | - Израиль             |
| 3 балла   | - Австрия - Швеция    |
| 2 балла   | - Люксембург          |
| 1 балл    | - Германия            |

| Очки      | Страна         |
| --------- | -------------- |
| 12 баллов | Швеция         |
| 10 баллов | Германия       |
| 8 баллов  | Югославия      |
| 7 баллов  | Нидерланды     |
| 6 баллов  | Израиль        |
| 5 баллов  | Великобритания |
| 4 балла   | Кипр           |
| 3 балла   | Франция        |
| 2 балла   | Финляндия      |
| 1 балл    | Швейцария      |